# Leslie Woodgate
Leslie Woodgate   (5 d'abril de 1900 - 18 de maig de 1961) fou un director de corals, compositor i escriptor de música coral anglès.
Va néixer a Londres i va estudiar a la "Westminster School" i al "Royal College of Music". Durant els anys vint, va ser organista a diverses esglésies de Londres. El 1928 es va incorporar a la BBC; el 1934, va ser nomenat Mestre de Cors de la BBC, assumint la responsabilitat del cor de la BBC, el gran cor amateur de la BBC, i el Wireless Chorus i Wireless Singers, formats per professionals. Aquest mateix any, va dirigir i va emetre's l'estrena al món d'A Boy Was born de Benjamin Britten . Durant la dècada de 1930 va ser director musical de la Societat Musical de Ferrocarril de Londres i el Nord-est: comptava amb diversos cors amateur de veu masculina que van combinar anualment una representació a Londres; va escriure música per a ells. Va ser director del "Kentucky Minstrels", un popular grup de cant en la ràdio de la BBC durant i immediatament després de la guerra. El 1946 va dirigir el "Wireless Chorus" en un concert de The Proms, titulat on va la música entesa de William Walton? Va rebre el premi OBE el 1959. Es va casar amb Lena Mason el 1926; tenint un fill.
La majoria de les seves composicions eren obres corals, però de vegades escrivia per a conjunts instrumentals i orquestrals. El seu Op. 1, Hymn to the Virgin i The White Island per a solista masculí, cor masculí i orquestra, li van valer un premi Carnegie el 1923. Va ser un entusiasta promotor del cant amateur i professional: el seu "Penguin Song Book" de 1951 sembla haver estat la primera partitura publicada per "Penguin Books" i dirigida a cantants amateurs.